# Trogontherium cuvieri
Espèce
Synonymes
- † Castor trogontherium Cuvier, 1812
- † Diabroticus schmerlingi Pomel, 1848
- † Conodontes boisvilletti Laugel, 1862
- † Dipoides lydekkeri Schlosser, 1862
- † Trogontherium soergeli Rüger (d), 1928
- † Sinocastor andersoni Teilhard de Chardin, 1942

Trogontherium cuvieri est une espèce fossile de rongeurs de la famille des Castoridae. Ce proche parent des castors actuels a vécu du Pliocène supérieur jusqu'au Pléistocène moyen (Saalien) et a été découvert en Europe et en Asie.